# Circuito operacional
Un circuito operacional contiene los circuitos electrónicos necesarios para la realización de las operaciones con los datos procedentes de los registros de entradas, en las cuales se almacenan los operandos a través de un selector de operaciones comandadas por las microordenes procedentes del secuenciador de la unidad de control, la misma que concretará la operación correspondiente en ejecución.
- Datos: Q5770087